# Carallia
Carallia es un género de árboles tropicales con 13 especies pertenecientes a la familia Rhizophoraceae. Se encuentra en Asia y Madagascar.

## Taxonomía
Carallia fue descrito por William Roxburgh y publicado en Plants of the Coast of Coromandel 3: 8, en el año 1811. La especie tipo es: Carallia lucida Roxb. = Carallia brachiata (Lour.) Merr.

## Especies
A continuación se brinda un listado de las especies del género Carallia aceptadas hasta febrero de 2012, ordenadas alfabéticamente. Para cada una se indica el nombre binomial seguido del autor, abreviado según las convenciones y usos:
- Carallia borneensis Oliv.
- Carallia brachiata (Lour.) Merr.
- Carallia calophylloidea Ding Hou
- Carallia coriifolia Ridl.
- Carallia eugenioidea King
- Carallia garciniifolia F.C.How & F.C.Ho
- Carallia hulstijnii Valeton
- Carallia longipes Ding Hou
- Carallia orophila Kosterm.
- Carallia papuana Ding Hou
- Carallia paucinervia Kosterm.
- Carallia pectinifolia W.C.Ko
- Carallia suffruticosa Ridl.